# Dani Bondarv
Dmitry Bondarev (hebreo: דני בונדר) (Moscú, Unión Soviética, 7 de febrero de 1987) es un exfutbolista israelí.
Bondar nació en la Unión Soviética, pero en 1992 emigró a Israel, al Kibutz Gazit en el Valle de Jezreel. En Gazit, Bondar empezó a jugar al fútbol hasta los 12 años. Luego se marchó a Hakoach Afek y posteriormente fue transferido al Hapoel Tel Aviv. El entrenador que le subió al primer equipo fue Itzhak Shum.

## Selección nacional
Fue internacional con la selección de fútbol de Israel. Jugó 7 partidos internacionales.

## Clubes
| Club                     | País   | Año       |
| ------------------------ | ------ | --------- |
| Hapoel Tel Aviv FC       | Israel | 2004-2009 |
| Ironi Kiryat Shmona      | Israel | 2009      |
| Hapoel Tel Aviv FC       | Israel | 2009-2011 |
| FC Volga Nizhny Novgorod | Rusia  | 2011-2013 |